# Altmark
 For alternative betydninger, se Altmark (flertydig). (Se også artikler, som begynder med Altmark)
Altmark er et område som udgør den nordlige del af den tyske delstat Sachsen-Anhalt. Den er et gammelt brandenburgsk stamland, og var oprindelig som Nordmark (frem til det 14. århundrede) et grevskab under hertugdømmet Sachsens beskyttelse.
Altmark hører i dag under Altmarkkreis Salzwedel og Landkreis Stendal, og grænser op til områderne Wendland i nordvest, Prignitz i nordøst, Havelland i øst, Region Elbe-Börde-Heide i syd og Lüneburger Heide i vest.
52°43′00″N 11°24′00″Ø / 52.7167°N 11.4°Ø